# Fortis Green
Fortis Green est une zone anglaise située au nord de Londres, dans le borough londonien de Haringey.